# Alberto Martelli
Alberto Martelli (Bologna, 4 maggio 1955) è un direttore d'orchestra e compositore italiano.
È stato anche critico musicale (La Ribalta, il Resto del Carlino, Il Domani di Bologna) ed è stato docente di esercitazioni orchestrali presso il Conservatorio di Parma.

## Formazione
Ha studiato composizione, direzione d'orchestra, musica corale e direzione di coro presso il Conservatorio Giovanni Battista Martini di Bologna, dove ha avuto come maestri Paolo Renosto, Aldo Clementi, Tito Gotti, Bianca Maria Furgeri e dove ha animato e diretto l'Ensemble di musica contemporanea, composto da soli allievi. Ha poi frequentato i corsi internazionali di direzione d'orchestra di Sergiu Celibidache a Treviri e Monaco di Baviera e i suoi seminari sulla "fenomenologia della musica" all'università di Magonza. È stato assistente di Eliahu Inbal e Hubert Soudant.

## Attività
Dal 1990 al 1993 è stato direttore stabile dell'Orchestra Sinfonica della Provincia di Lecce (ICO). È poi stato direttore ospite principale dell'orchestra della RadioTV Bielorussa a Minsk con la quale ha inciso alcuni CD, compresa nel 1993 la prima assoluta della Sinfonia in mi minore di Alberto Franchetti. Ha diretto varie orchestre italiane: Rai, Orchestra sinfonica di Bari, Orchestra sinfonica abruzzese, Orchestra di Roma e del Lazio (ORL), Symphonia Perusina, Orchestra filarmonica "Giuseppe Verdi" di Salerno, Orchestra del Conservatorio di Verona, Orchestra Sinfonica Siciliana, Orchestra del Teatro Carlo Felice. Con l'Orchestra del Teatro Sociale di Rovigo ha diretto (1998) e inciso (2006) un'altra prima assoluta di un compositore contemporaneo: il balletto sinfonico Sprint su musica di Giorgio Gaslini.
Fra le orchestre estere ha diretto quella dell'ORTF, la Junge Deutsche Philharmonie, la Jenaer Philharmonie, l'Orchestra sinfonica di Oviedo, l'Orchestra nazionale lituana, l'Orchestra della radio svedese e altre; è stato inoltre ospite di festival e sale note (Nuovo Auditorium di Roma, Gasteig e Hercules Saal a Monaco di Baviera, Festival de Haute-Savoie, Festival di Passavia, San Paolo, Buenos Aires). Dalla fondazione (1995) è direttore artistico dell'Associazione musicale "Conoscere la musica".
Come compositore è stato vincitore dell'AterForum con l'esecuzione della propria composizione In order to... da parte dell'Orchestra Sinfonica "Arturo Toscanini" nel Tempio Malatestiano di Rimini. È pubblicato da Bongiovanni di Bologna. A giugno 2007 ha diretto, presso la sala Verdi del Conservatorio di Parma, nel quadro delle attività dei bienni specializzanti, l'opera in un atto Le Portrait de Manon di Jules Massenet. Nel 2008 ha diretto nel Duomo di Parma i Kindertotenlieder di Gustav Mahler e il Requiem di John Rutter. Ha recentemente tenuto una Masterclass alla Claremont University di Los Angeles e diretto l'Orchestra Sinfonica di Dubrovnik.